# Mistrovství světa v ledním hokeji 2027
Mistrovství světa v ledním hokeji 2027 bude 90. mistrovství světa v ledním hokeji pořádané Mezinárodní federací ledního hokeje. Toto MS se bude konat v Německu ve městech Düsseldorf a Mannheim. Dějiště šampionátu určil kongres IIHF v Tampere, který proběhl během mistrovství světa 2023. Mistrovství světa se do Německa vrátí po 10 letech. Poslední šampionát se zde konal v roce 2017, kdy byla spolupořadatelem Francie.

## Výběr pořadatelské země
Německo soupeřilo v kandidatuře na pořádání 90. ročníku mistrovství světa v ledním hokeji s Kazachstánem.
| Země       | Země       | Počet hlasů | Počet hlasů |
| ---------- | ---------- | ----------- | ----------- |
| Německo    | Německo    | 102 hlasů   | 102 hlasů   |
| Kazachstán | Kazachstán | 34 hlasů    | 34 hlasů    |

## Stadiony
| Düsseldorf                     | Düsseldorf Mannheim | Mannheim                   |
| PSD Bank Dome Kapacita: 13 284 | Düsseldorf Mannheim | SAP Arena Kapacita: 13 200 |
| ------------------------------ | ------------------- | -------------------------- |

## Kvalifikované týmy
- Německo (automaticky jako pořadatel)
- (Dále dle šampionátu 2026)